# بخش وین (شهرستان ترامپول، اوهایو)
بخش وین (به انگلیسی: Vienna Township) یک منطقهٔ مسکونی در ایالات متحده آمریکا است که در شهرستان ترامبل، اوهایو واقع شده‌است.
 بخش وین ۶۰٫۸ کیلومتر مربع مساحت و ۴٬۰۲۱ نفر جمعیت دارد و ۳۵۳ متر بالاتر از سطح دریا واقع شده‌است.